# Demerje
Demerje falu Zágráb közigazgatási területén Horvátországban, a főváros déli részén. Ma Zágráb Brezovica városnegyedéhez tartozik.

## Fekvése
Zágráb városközpontjától 13 km-re délnyugatra, a Szávától délre elterülő Zágrábi-mező nyugati részén, az A1-es autópálya és a Zágráb-Rijeka vasútvonal keleti oldalán, Hrvatski Leskovac déli szomszédságában fekszik.

## Története
A középkorban Demerje falu valószínűleg a nagy brezovica-okići birtok része volt. 
A település nevével kapcsolatban több elmélet is létezik: Ranko Pavleš szerint a név Temerje helynév régebbi formájából származik, mivel a falut eredetileg így nevezték. A név jelentését még nem tisztázták, de valószínűleg azonos eredetű a Temerin névvel. A burgenlandi horvátok ezt a nevet régebbi formájában, Temerje alakban hozták magukkal Burgenlandba. Milan Šenoa, az „O Zagrebu koješta” című művében  azt mondja: „A Száva felett két vagy három ház található, amelyek az akkori időkre nyúlnak vissza, amikor a franciák itt voltak, tehát a települést Demerjének hívják" . A harmadik elmélet az, hogy a név a „de merje”  kifejezésből származik, mert úgy gondolják, hogy a törökök idején az elesett katonákat temették el a térségbe.
A település már a 18. században is létezett. Az első katonai felmérés térképén „Demerje” néven található. Lipszky János 1808-ban Budán kiadott repertóriumában „Demerje” néven szerepel. Nagy Lajos 1829-ben kiadott művében „Demerje” néven 49 házzal, 394 lakossal találjuk.
1857-ben 406, 1910-ben 693 lakosa volt. Zágráb vármegye Szamobori járásához tartozott. 
1941 és 1945 között a Független Horvát Állam része volt, majd a szocialista Jugoszlávia fennhatósága alá került. 1991-től a független Horvátország része. 1991-ben lakosságának 98%-a horvát nemzetiségű volt. 2011-ben 721 lakosa volt.

## Népessége
| Lakosság változása | Lakosság változása | Lakosság változása | Lakosság változása | Lakosság változása | Lakosság változása | Lakosság változása | Lakosság változása | Lakosság változása | Lakosság változása | Lakosság változása | Lakosság változása | Lakosság változása | Lakosság változása | Lakosság változása | Lakosság változása |
| ------------------ | ------------------ | ------------------ | ------------------ | ------------------ | ------------------ | ------------------ | ------------------ | ------------------ | ------------------ | ------------------ | ------------------ | ------------------ | ------------------ | ------------------ | ------------------ |
| 1857               | 1869               | 1880               | 1890               | 1900               | 1910               | 1921               | 1931               | 1948               | 1953               | 1961               | 1971               | 1981               | 1991               | 2001               | 2011               |
| 406                | 473                | 482                | 521                | 645                | 693                | 633                | 752                | 685                | 622                | 636                | 605                | 596                | 612                | 634                | 721                |

## Nevezetességei
A település különlegessége, hogy az eredeti hagyományos épületszerkezetetek részben megőrződtek a település központjában. 1861-től az 1930-as évekig épített örökség formai és térszerkezetben, valamint az eredeti formák megépítésének egyes, máig megőrzött példáiban van jelen.  Az 1912-ben épített, játszótérrel rendelkező iskola, amelyet ma is használnak, különös jelentőséggel bír a falu számára.

## Kultúra
A KUD Orač kulturális és művészeti egyesületet 1950-ben alapították. Ma mintegy 120 taggal rendelkezik, akik több csoportra oszlanak: a legkisebbek folklórcsoportjától a gyermek csoporton át a táncosokig és a felnőtt énekesekig, valamint az idősebb énekesek csoportjáig. Az egyesületnek egy diplomás edző által irányított taek-wondoo csoportja is van, akik szintén szép sikereket érnek el.

## Oktatás
A faluban az oktatás a 19. század utolsó évtizedében kezdődött, addig az itteni gyerekek Brezovicára jártak iskolába. Az iskolaépület 1912-ben épült négyosztályos iskolaként. Az 1937-es adatok szerint az épület téglából épült. Egy tanteremmel és egy tanárlakással, valamint egy iskolai kerttel rendelkezik. A főbejárat az utca oldaláról, a tanárlakás pedig az udvarról nyílik. Az osztályterem déli irányba mutat. A tető cseréppel fedett. A nyugati és a déli homlokzatokat és a magas, téglalap alakú gipszkeretekkel ellátott ablakokat az ablakpárkányok szintjén egy falkoszorú osztja meg. Ma a településen a brezovicai általános iskola alsó tagozatos területi iskolája működik.